# (300128) Panditjasraj
(300128) Panditjasraj ist ein Asteroid, der sich im äußeren Hauptgürtel befindet. Der Himmelskörper wurde am 11. November 2006 im Rahmen des Mount Lemmon Surveys (IAU-Code G96) entdeckt. Das Mount Lemmon Survey ist Teil des Catalina Sky Surveys und wird mithilfe des 152-cm-Cassegrain-Teleskops am Mount-Lemmon-Observatorium in Arizona durchgeführt.

## Benennung
Der Asteroid wurde am 27. August 2019 nach dem indischen klassischen Sänger Jasraj (1930–2020) benannt. Dieser Asteroid wurde für die Benennung ausgewählt, weil die designierte Nummer 300128 das Geburtsdatum von Jasraj, der 28. Januar 1928, rückwärts geschrieben ist.
Es ist der zweite Asteroid, der nach einem indischen Musiker beziehungsweise nach einer indischen Musikerin benannt wurde, nach (292872) Anoushankar, der 2017 nach der Sitar-Spielerin Anoushka Shankar benannt worden war. Zwar war auch Rabindranath Tagore (1861–1941) Musiker, nach dem 1998 der Asteroid (7855) Tagore benannt worden war, doch wird dieser hauptsächlich als Dichter wahrgenommen.